# 愉景灣巴士DB02A線
DB02A線是香港的一條巴士路線，來往愉景灣北及香港國際機場，以循環線運作，由愉景灣交通服務有限公司營運。

## 歷史
- 2013年3月17日：配合香港愉景灣酒店啟用而投入服務
- 2019年2月19日：機場總站遷至一號停車場位置[5]
- 2019年8月5日：往愉景灣北方向增設「翠山閣」分站。
- 2020年4月30日：受新型肺炎疫情影響，此路線臨時與DB02R線合併行走，直至另行通知
- 2024年7月14日：重新提供繁忙時間及晚間服務，並於每日09:15、20:15及21:15由愉景北商場開出之班次繞經港珠澳大橋香港口岸。
- 2024年12月4日：加開06:15由愉景北商場及06:45由機場開出之班次。

## 收費
| 收費     | 收費     | 訪客收費 | 居民收費 |
| -------- | -------- | -------- | -------- |
| 全程收費 | 大小同價 | $52.7    | $44.6    |

| - 本線大小同價。 - 本線不設長者及殘疾人士每程$2.0的票價優惠。 - 乘客只可使用八達通繳費，不設現金付款。 - 居民收費必須使用「愉景灣居民八達通」繳付車資。 - 每位成人乘客可免費攜帶最多兩名3歲以下而不佔座位的兒童乘客乘車，超額之3歲以下小童必須繳付車費乘車。 |

## 路線用車
本路線日間會使用1輛豪華巴士行走,每2小時分別有1部豪華巴士行走本線,但若果豪華巴士不足,本線會抽調小型巴士填補班次。

## 途經街道
- 海澄湖畔路，愉景灣道，愉景灣北迴旋處，愉景灣隧道，翔東路，達東路，順東路，赤鱲角南路，觀景路，駿運路交匯處，觀景路，東岸路，機場路，暢航路，暢達路，機場南交匯處，暢連路，暢達路，機場北交匯處，暢達路，機場南交匯處，機場路，東岸路，觀景路，赤鱲角南路，順東路，達東路，翔東路，愉景灣隧道，愉景灣北迴旋處，愉景灣道及海澄湖畔路。

## 沿途各站
@每日09:15、20:15及21:15由愉景北商場開出之班次繞經港珠澳大橋香港口岸
1. 愉景灣北總站
2. 香港愉景灣酒店
3. 海澄湖畔一段58座
4. 海澄湖畔一段22座
5. 海澄湖畔一段2座
6. 第五期頤峰翠山閣
7. 第十期時峰
8. 尚堤交通交匯處
9. 愉景灣隧道收費廣場
10. 國泰城
11. 一號停車場
12. 港珠澳大橋旅檢大樓（離港）@
13. 港珠澳大橋香港口岸（抵港）@
14. 愉景灣隧道收費廣場
15. 海澄湖畔二段安澄閣
16. 第十期時峰對面
17. 第五期頤峰峻山閣對面
18. 第五期頤峰翠山閣對面
19. 海澄湖畔一段2座
20. 海澄湖畔一段18座
21. 海澄湖畔會所對面
22. 香港愉景灣酒店
23. 愉景灣北總站